# 堰八安高
堰八 安高（せきはち やすたか、生年不詳 - 慶長14年4月14日（1609年5月17日））は、安土桃山時代 - 江戸時代の陸奥国・津軽地方の義民。通称は太郎左衛門。本姓は安倍。

## 人物
康平元年（1058年）、安倍貞任死去ののち、その第3子高星丸が乳母に擁せられて津軽にのがれ、長じて藤崎を領したが、安高はその子孫である。堰八に住み、堰守をしていたので氏を堰八と称した。
藤崎堰は境松の下の所で浅瀬石川の水を堰き止めて慶長年間（1596年 - 1615年）に2000町歩（1町歩は0.00991736平方メートル）を灌漑したが、出水のために堰を破られ、莫大な費用と労力を投じてこれを修復したが、水害のためにそのたびに崩壊した。安高は伝承に従い、みずから人柱になって堰の崩壊を防ぎ止め、万人の苦しみを救うために津軽藩主に願い出たが、国法に背くとして許されなかった。そののち堰の修復はどうやっても遂げられなかったので、また再三再四願いを繰り返し、ついにその許可を得た。安高は大いに喜び、1週間潔斎し、慶長14年（1609年）4月14日、検視役人と感涙にむせぶ村民の面前で水中に身を投じて人柱となった。
その後不思議なことに水害を免れたので、藩主は安高の志を賞してその子太郎左衛門に5000苅の田を与える墨付を授けたが、元和元年（1615年）その墨付を盗まれたため賞田を没収され零落した。寛永15年（1638年）、堰はまたしても水害のために崩壊し修復は困難であったので、村民は賞田の没収で安高の霊が祟ったものであるとして非難した。奉行はこの旨を藩主に申し出、翌寛永16年（1639年）安高の霊を祀ったところ、以後水害は絶え灌漑区域は4000町歩におよんだ。正保2年（1645年）、藤崎に福田宮堰神社を創建して安高を祀り、その子孫を代々祀官として社領10石を授けた。